# Westport (Carolina do Norte)
Westport é uma Região censo-designada localizada no estado norte-americano de Carolina do Norte, no condado de Lincoln.

## Demografia
Segundo o censo norte-americano de 2000, a sua população era de 2006 habitantes.

## Geografia
De acordo com o United States Census Bureau tem uma área de
13,0 km², dos quais 8,0 km² cobertos por terra e 5,0 km² cobertos por água. Westport localiza-se a aproximadamente 49 m acima do nível do mar.

## Localidades na vizinhança
O diagrama seguinte representa as localidades num raio de 16 km ao redor de Westport.